# Garay Nagy Tamás
Garay Nagy Tamás (Debrecen, 1961. december 17. –) magyar színész.

## Életpálya
Nagy Tamásként született, nevét a főiskola elvégzése után változtatta Garay Nagy Tamásra. Így beszélt magáról: "Nagyapám Garay Nagy Sándor volt, szabómesterként dolgozott Körösladányban. A cég tönkrement, ő eladósodott, s ettől kezdve már csak Garasos Nagyként emlegették a falubeliek. Annyira szégyellte, hogy elköltözött, s még a Garay nevet is elhagyta. A négy fiú már csak a Nagy vezetéknevet örökölte – közöttük az édesapám is. (...) Tanultam a Dolgozók Gimnáziumában, közben voltam kellékes, majd csoportos szereplő, s amikor harmadik jelentkezésemkor felvettek a főiskolára, már Pinczés István mellett dolgoztam, mint rendezőasszisztens." Színészként Kerényi Imre és Huszti Péter osztályában végzett a Színművészeti Főiskolán. Végzősként hívták Szegedre, Pécsre, Zalaegerszegre, Békéscsabára, de szülővárosába tért vissza. 1988 óta a Csokonai Színház művésze.

## Fontosabb színházi szerepei
- Füst Milán: Boldogtalanok... Székely Ferenc káplán
- Dale Wasserman - Mitch Leigh - Joe Darion: La Mancha lovagja... Első rab
- Spiró György: Csirkefej... Közeg
- Lope de Vega: A kertész kutyája... Trisztán
- Sütő András: Egy lócsiszár virágvasárnapja... Herse
- Friedrich Dürrenmatt: A milliomosnő látogatása... Loby
- Dobsa Lajos: Vérmennyegző... Lőrinc
- Zilahy Lajos: A tábornok... Korponai
- Paavo Liski: Kalevala... Lemminkejnen
- Parti Nagy Lajos: Ibusár... Kleisermann Mihály
- Kármán József - Szabó Magda: Fanni hagyományai... Tatai József
- William Shakespeare: Sok hűhó semmiért... Claudio
- William Shakespeare: Pericles... Antiochus
- William Shakespeare: Vízkereszt vagy amit akartok... Orsino
- William Shakespeare: Hamlet... Első színész
- William Shakespeare: Othello, a velencei mór... Lodovico
- William Shakespeare: Lear király... Cornwall hercege (Regan férje)
- William Shakespeare: A makrancos hölgy... Grumio
- Darvasi László: Szív Ernő estéje... Lajos
- Witold Gombrowicz: Operett... Hufnágel gróf
- Székely János: Caligula helytartója... Lucius
- Garaczi László: Fesd feketére!... férfi
- Szakonyi Károly: A hentes... férj
- Görgey Gábor: Komámasszony, hol a stukker?... A méltóságos
- Szabó Magda: És ha mégis uram?... A vajda
- Szabó Magda: Kiálts, város!... Goda Benedek orvos
- Szabó Magda: Kígyómarás... János
- Szabó Magda: A macskák szerdája... Főtanácsos úr Von Waldbott
- Szabó Magda: Régimódi történet... Id. Jablonczay Kálmán (a férje)
- Tamási Áron: Ősvigasztalás... Gálfi Bence
- Tamási Áron: Énekes madár... Préda Máté (vénlegény, Regina vőlegénye)
- Graham Chapman - John Cleese - Terry Gilliam - Eric Idle - Terry Jones - Michael Palin: Gyalog galopp... Sir Robin; Herbert; 3. Középkori pofa; Hullaszállító; 1. Várbeli
- Móricz Zsigmond: Rokonok... Boronkay Ferenc
- Móricz Zsigmond: Légy jó mindhalálig... Apa (Misi édesapja); Török bácsi
- Móricz Zsigmond: Úri muri... Borbíró
- Teleki László: Kegyenc... III. Valentinianus Caesar
- Visky András: Tanítványok... Fülöp
- Fazekas Mihály: Lúdas Matyi... Ispán
- Sławomir Mrožek: Özvegyek... Második úr
- Tennessee Williams: Macska a forró bádogtetőn... Gooper
- Samuel Beckett: Godot-ra várva... Vladimir
- Jean-Paul Sartre - Alexandre Dumas: Kean, a színész... Walesi Herceg
- Peter Shaffer: Equus... Frank Strang (az apja)
- Ray Rigby - Kapás Dezső: A domb... Saunders felügyelő
- Bertolt Brecht: Kurázsi mama és gyerekei... A zsoldosvezér (ezredes, lázadó katona)
- David Lindsay-Abaire: Örbe ügő... Sánta Feri
- Szőcs Géza: Liberté ' 56... Csúcs Mátyás
- Kosztolányi Dezső: Édes Anna... Vizy
- Molnár Ferenc: A Pál utcai fiúk... Janó (Nemecsek apja)
- Molnár Ferenc: Játék a kastélyban... Lakáj; Turai
- Földes László (Hobo) : Csattanuga Csucsu... Boglya
- Johann Strauss: Egy éj Velencében... Testaccio szenátor
- Marin Držić: Ribillió Rómában (Dundo Maroje)... Tripčeta
- Dés László – Nemes István – Horváth Péter - Böhm György – Korcsmáros György: Valahol Európában... Tanító
- Lázár Ervin: Szegény Dzsoni és Árnika... Kuturbani király (Főudvarmester, Testvér, Rabló, Elvarázsolt ember)
- Parti Nagy Lajos: Boldogult úrfikoromban... Vájsz (vendéglős)
- Márai Sándor: A gyertyák csonkig égnek (Parázs)... Inas
- Kodály Zoltán: Háry János... Ferenc császár
- Molière: Scapin, a szemfényvesztő... Géronte, Leander és Jácinta apja
- Molière: Dandin György, avagy a megcsúfolt férj... Monsieur de Sotenville
- Nyikolaj Vasziljevics Gogol: A revizor... A. F. Ljapkin-Tyapkin (járásbíró)
- Georges Feydeau: Bolha a fülbe... Augustin Ferraillon
- Antoine de Saint-Exupéry – Mispál Attila – Zalán Tibor: Kóbor csillag... szereplő
- Galambos Péter - Kovács-Cohner Róbert: Na' Conxypanban hull a hó... Filippo
- Tóth-Máthé Miklós: A rögöcsei csoda... Bundás Benedek
- Szophoklész: Antigoné... Hírmondó
- Kálmán Imre: Marica grófnő... Kudelka (Bozsena grófnő inas)
- Ratkó József: Segítsd a királyt!... Vászoly
- Mihail Afanaszjevics Bulgakov: A Mester és Margarita... Berlioz (Ártány)
- Fenyő Miklós - Tasnádi István: Made in Hungária... Apa (mármint Mikié)
- Orbán János Dénes: A magyar Faust... Makk Ász
- Csokonai Vitéz Mihály: Az özvegy Karnyóné és két szeleburdiak... Kuruzs
- Yasmina Reza: Művészet... Serge
- Győri L. János - Győri Katalin: Menekülők... Dobozy István

## Filmek, tv
- Napló szerelmeimnek (1987)
- A másik ember (1987)
- Peer Gynt (1988)
- Soha sehol senkinek (1988)
- Fanni hagyományai (színházi előadás TV-felvétele, 1993)
- A pénz komédiája (színházi előadás TV-felvétele, 1994)
- Szabó Magda: Kiálts, város! (színházi előadás TV-felvétele, 1998)
- Galambnagymama (2002)...Apa
- Liberté '56 (2007)...Csúcs Mátyás
- Méhek tánca (2007)...Főügyész
- Estére mindig leszáll a köd (2007)...Párttitkár
- Mázli (2008)...Rendőr őrnagy
- A rögöcsei csoda (2014)...Bundás Benedek
- Kossuth papja (2015)...Zichy Ferenc

## Önálló műsorai
- Nekem a feleségem gyanús – Karinthy Frigyes írásaiból
- Tomi szuper, kinetikus és szimpatikus bohóc (Szórakoztató és játékos műsor gyerekeknek)

## Díjai, elismerései
- Kardoss Géza Alapítvány díja (1992)
- Évad művésze díj (2001, 2002, 2013)
- Foto Art díj (2002, 2006)
- Príma Primissima díj (2017)